# Battaglia di Reichenberg
La battaglia di Reichenberg fu una battaglia della terza guerra di Slesia (parte della guerra dei sette anni) combattuta il 21 aprile 1757 nei pressi della città di Reichenberg (in ceco: Liberec) in Boemia.

## La battaglia
Il feldmaresciallo Augusto Guglielmo di Brunswick-Bevern entrò in Boemia con un corpo d'armata di 15 000 soldati prussiani. A Reichenberg si scontrò col corpo d'armata austriaco guidato dal feldzeugmeister Christian Moritz von Königsegg-Rothenfels con 18 000 uomini al suo seguito e 4900 cavalieri, di cui ad ogni modo solo 14 000 giunsero allo scontro di Reichenberg.
Il duca di Brunswick-Bevern, che aveva molta più esperienza del suo oppositore, lo sconfisse, riuscendo inoltre a catturare al nemico la maggior parte dei rifornimenti e continuare la sua marcia verso Praga.

## Ordine di battaglia

### Forze austriache
Le forze austriache in battaglia erano così disposte:
- Comandante in capo: Feldzeugmeister Christian Moritz von Königsegg-Rothenfels
- Avanguardia (nei pressi dei boschi ad est di Reichenberg)
  - Splényi Hussarregiment (2 squadroni)
  - Karlstädter Grenz-Hussarregiment (1 squadrone)
- Corpo d'armata principale
  - Ala destra, al comando del maggiore generale conte Franz Moritz von Lacy
    - sulla riva sinistra del Neiße di fronte a Reichenberg
      - Starhemberg Infanterieregiment (1 battaglione)
      - Sprecher Infanterieregiment (1 battaglione)

    - dietro le trincee tra Rosenthal e Franzesdorf sulla riva destra del Neisse
      - Sincère Infanterieregiment (2 battaglioni)
      - Gyulay Infanterieregiment (1 battaglione)
      - Forgách Infanterieregiment (1 battaglione)
      - Mercy-Argenteau Infanterieregiment (1 battaglione)
      - Warasdiner-Creutzer Grenzerbataillon
      - 2 batterie di artiglieria da campo

  - Ala sinistra, al comando del conte Christian Moritz von Königsegg-Rothenfels sulla riva sinistra del Neisse
    - Fanteria (in trincea)
      - Converged Grenadiers (8 battaglioni)
      - Converged Grenadiers (2 battaglioni)
      - Mercy-Argenteau Infanterieregiment (1 battaglione)
      - Karlstädter-Szluiner Grenzerbataillon
      - 1 batteria di artiglieria da campo

    - Cavalleria, al comando del tenente generale conte von Porporati disposti su due linee sulla riva sinistra del fiume
      - Converged Carabiniers (2 squadroni)
      - Pálffy Kürassierregiment (6 squadroni)
      - Löwenstein Kürassierregiment (3 squadroni)
      - Lichtenstein Dragonerregiment  (6 squadroni)
      - Porporati Dragonerregiment (2 squadroni)
      - Batthyányi Dragonerregiment (2 squadroni)

    - Estrema sinistra, occupanti le barricate isolate nei boschi
      - Haller Infanterieregiment (2 squadroni)
      - Karlstädter-Szluiner Grenzerbataillon
      - Sincère Infanterieregiment (2 battaglioni)

    - Brigata del maggiore generale conte von Würben, da Gabel (2 battaglioni)
      - Khuel Infanterieregiment (1 battaglione)
      - Leopold Pálffy Infanterieregiment (1 battaglione)

    - Altri 10 battaglioni e 14 di granatieri posti a Gabel al comando del feldmaresciallo Maquire per difendere i passi della Lusazia

### Forze prussiane
Forze prussiane durante la battaglia:
- Comandante in capo: duca Augusto Guglielmo di Brunswick-Bevern
  - Comandante della fanteria: tenente generale Hans Sigismund von Lestwitz
  - Comandante della cavalleria: maggiore generale Federico II Eugenio di Württemberg
- Puttkamer Hussarregiment (avanguardia)
- 1 batteria di cannoni 12 x 12
- Prima linea
  - Kahlden Grenadierbataillon
  - Möllendorf Grenadierbataillon
  - Billerbeck Greandierbataillon
  - Prinz von Prußen Infanterieregiment
  - Darmstadt Infanterieregiment
  - Forcade Infanterieregiment
  - Amstell Infanterieregiment
  - Kleist Infanterieregiment
- Seconda linea
  - Normann Dragonerregiment
  - Katte Dragonerregiment
  - Würtemburg Dragonerregiment
  - Puttkamer Hussarregiment
  - Prinz Heinrich Fusilierregiment